# خرمگس اجتماعی
خرمگس اجتماعی به شخصی گفته می‌شود که نظریاتِ غالبِ جامعه و شرایطِ امور را به چالش بکشد، پرسش‌های نو بکند به‌طوری که برانگیزاننده و مخصوصاً آزاردهنده یا به طریق اولی بسیار آزار دهنده باشد.
واژهٔ خرمگس (به زبان یونانی باستان: μύωψ، mýops) را افلاطون در اثری با نام آپولوژی بکار برد. او در آپولوژی، سقراط را به خرمگسی تشبیه کرده‌است که اسبِ کرختِ سیاستِ آتن را آزار می‌دهد.
در طولِ جلسهٔ محاکمهٔ سقراط، او در دفاع از خود بیان داشت که کشتنِ چنین خرمگسی آسان است اما نتیجه‌ای که برای تک‌تکِ افرادِ به خواب رفتهٔ این اجتماع دارد گران خواهد بود.
«اگر شما مردی چون مرا بکشید بیشتر از اینکه به من آسیب رسانید به خود آسیب زده‌اید.»
زیرا او خرده‌گیری بود که مردمان را نیش زده و آنان‌را بیدار کرده و به‌سوی راستی می‌شتاباند. شاید این را بتوان یکی از اولین شرح‌های مکتبِ اخلاقِ پراگماتیک دانست.

## روش سقراط
سقراط با این باور که مأموریتی الهی دارد تا مردم را از خواب غفلت بیدار کند، راهی دشوار را در پیش می‌گیرد و شیوه‌ای برمی‌گزیند که به شیوه سقراطی در تاریخ شهره است. او برای انجام دادن این مأموریت، دو کار می‌کند: نخست کوشش در جهت آگاه کردن مردم به ناآگاهی خویش و دیگری تلاش در جهت معرفت‌زایی در آنان. روش نخست سقراط همان است که به طنز سقراطی (به انگلیسی: Socratic Irony) شناخته شده‌است. البته این طنز، به قصد سرگرمی یا تحقیر مخاطب نیست؛ هدفی فراتر دارد و در پی بیدار ساختن و به حرکت درآوردن مخاطب یا شخص ثالثی است که در جمع حضور دارد. او با پیش گرفتن روش پرسش و پاسخ یا دیالکتیک می‌کوشد تا پر مدعایی و جهل مدعیان را عیان سازد. کار دیگر سقراط آن است که دیگران را به تأمل و دانش‌آفرینی برانگیزد. وی به مخاطبان خود می‌گوید که مادرش، فاینارته، ماما بود و فرزندان آتن را به دنیا می‌آورد. او نیز پیشه مامایی را از مادر به ارث برده و در پی زایاندن مردمان است. اما آنچه وی به دنیا می‌آورد، نوزادان معمولی نیستند، بلکه حاصل اندیشه و فرزندان معنوی ذهنی افراد است. سقراط با این باور، شبانه روز در زمستان و تابستان، در سراسر آتن پرسه می‌زد و با لباسی ساده که در همه فصول سال یکسان بود و با پای برهنه، در پی این و آن می‌افتاد و تقریباً کسی از گزند نیش او در امان نبود.

## امروزه
در سیاست امروز، خرمگس کسی است که به‌طور مداوم مردم را علیه قدرت، شرایط امور و افکار مرسوم بشوراند. به عنوان مثال، موریس کلین نوشته‌است: 
"کاربردی برای خرمگسی وجود دارد که سوالاتی را مطرح کند که بسیاری از خبرگان علاقه‌مند چیره شدن بر آنها هستند. جدل کار سالمی است."
پروفسور دانشگاه آکسفورد، بنت فلوبییرگ، دربارهٔ علم خرمگس اجتماعی سخن رانده و بر نقش کلیدی آن برای علوم اجتماعی تأکید کرده‌است که می‌تواند به‌کارگیری نادرست قدرت و قربانی و گناهکار را نمایان سازد. این کلمه ممکن است به گونه‌ای تحقیرآمیز بیان شود اما در همان حال به عنوان عملی شرافتمندانه و وظیفه‌ای اجتماعی نیز شمرده می‌شود.

در کتاب ارمیا، از قیاسی شبیه به خرمگس برای کنایه‌ای سیاسی استفاده شده‌است: 
«مصر، گوساله ماده زیبا و لطیفی است؛ خرمگس به سوی آن می‌آید، از شمال می‌آید.»
اصطلاح «خرمگس اجتماعی» مورد استفاده بسیاری قرار گرفته‌است. امثال آناتول فرانس با آثاری چون جزیره پنگوئن‌ها، جورج اورول با مزرعه حیوانات و جاناتان سوییفت با سفرهای گالیور، در نقابی انتزاعی، بی‌رحمانه به نقد تک‌تک افراد جوامع فرانسه و بریتانیا، افکار و عقیده‌های حاکم و سلیقه‌ها و تابوهای محدودکننده آزادی در این جوامع پرداختند اما به‌گونه‌ای که علاوه بر حملات و هجمه‌های بخش‍های بزرگی از اجتماع، در بلندمدت به محبوبیت و بزرگی در میان آحاد مردم دست یافتند. در ایران هم می‌توان چنین مفهومی را بر شخصیت‌هایی چون حافظ، عبید زاکانی، میرزاده عشقی و … اطلاق کرد و حتی می‌توان گفت بزرگانی چون احمد شاملو و کیومرث صابری (گل‌آقا) را هم از این دسته دانست چه در عرصه کلام، چه روزنامه‌نگاری و طنزگویی.